# Live at Madison Square Garden 1978
Live At Madison Square Garden 1978 je koncertní album a koncertní film britské rockové skupiny Jethro Tull. Záznam pochází z koncertu 14. října 1978 z Madison Square Garden v New Yorku. Album pak vyšlo 20. října 2009 u vydavatelství Chrysalis Records a EMI Records.

## Seznam skladeb
| Pořadí | Název                                                                      | Autor                         | Původní album                                      | Délka |
| ------ | -------------------------------------------------------------------------- | ----------------------------- | -------------------------------------------------- | ----- |
| 1.     | Sweet Dream                                                                | Ian Anderson                  |                                                    | 6:52  |
| 2.     | One Brown Mouse                                                            | Ian Anderson                  | Heavy Horses (1978)                                | 3:24  |
| 3.     | Heavy Horses                                                               | Ian Anderson                  | Heavy Horses (1978)                                | 7:22  |
| 4.     | Thick as a Brick                                                           | Ian Anderson                  | Thick as a Brick (1972)                            | 11:23 |
| 5.     | No Lullaby                                                                 | Ian Anderson                  | Heavy Horses (1978)                                | 9:00  |
| 6.     | Songs from the Wood                                                        | Ian Anderson                  | Songs from the Wood (1977)                         | 4:53  |
| 7.     | Quatrain                                                                   | Ian Anderson, Martin Barre    |                                                    | 0:41  |
| 8.     | Aqualung                                                                   | Ian Anderson, Jennie Anderson | Aqualung (1971)                                    | 8:04  |
| 9.     | Locomotive Breath (obsahuje část skladby „Dambusters March“ (Eric Coates)) | Ian Anderson                  | Aqualung (1971)                                    | 15:40 |
| 10.    | Too Old to Rock 'n' Roll: Too Young to Die                                 | Ian Anderson                  | Too Old to Rock 'n' Roll: Too Young to Die! (1976) | 4:17  |
| 11.    | My God“ / „Cross-Eyed Mary                                                 | Ian Anderson                  | Aqualung (1971)                                    | 6:59  |

## Obsazení
- Ian Anderson – zpěv, flétna, kytara
- Martin Barre – kytara
- John Evan – klavír, varhany, syntezátory
- Barriemore Barlow – bicí, zvonkohra
- David Palmer – varhany, syntezátory
- Tony Williams – baskytara